# Lázeňský dům Mír
Lázeňský dům Mír je budova z 20. let 20. století, situovaná v ulici Nádražní v Konstantinových Lázních.

## Historie
Dům byl vybudován zřejmě ve 20. letech 20. století jako lázeňský dům, sloužil tedy k ubytování lázeňských hostů. Původně se jmenoval Auge Gottes. Ve 2. polovině 20. století pak byl objekt upraven na administrativní budovu.
V současné době (2021) slouží opět jako lázeňský penzion.

## Architektura
Jedná se o jednopatrovou zděnou budovu s valbovou mansardovou střechou. Fasády jsou hladké, s mohutnou korunní římsou. Hlavní vstup s předsíňkou je z jižního průčelí. Nejnápadnější je západní průčelí s polygonálními arkýři v přízemí a s pětiosým přízemním rizalitem. V patře pak je na střeše rizalitu balkon.  
Budova je ceněna zejména pro dochované kubistické prvky, zejména okenní výplně (většinou původní) členěné paprskovitě. U většiny oken je dochováno i původní kování.